# 北石狩農業協同組合
北石狩農業協同組合（きたいしかりのうぎょうきょうどうくみあい、英称：JA Kitaishikari ）は北海道当別町に本所を置く農業協同組合である。略称はJA北いしかり。当農協の担当地区は 石狩振興局の北部である、当別町及び石狩市の内、旧厚田村・浜益村の範囲であり、道都札幌市より北部に位置する。

## 概要
1999年（平成11年）に旧当別町農協、西当別農協（当別町）、厚田村農協、浜益村農協の4つの農協の合併によって設立。
平地が多い為、稲作が盛んであり小麦、大豆等の穀物類の生産量が多い。
- 正組合員数　881名
- 准組合員　1,070名

## 事務所の一覧
カッコ内は所在地。
- 本部（石狩郡当別町錦町53-57）
- 西当別支店（石狩郡当別町太美町1484）
- 厚田支店（石狩市厚田区望来119-31）
- 浜益事業所（石狩市浜益区川下266-2）